# ميكي ستيد
ميكي ستيد (بالإنجليزية: Micky Stead)‏ هو لاعب كرة قدم بريطاني في مركز ظهير ‏، ولد في 28 فبراير 1957 في وستهام ‏ في المملكة المتحدة. لعب مع توتنهام هوتسبير وسوانزي سيتي ونادي تشيلمسفورد ونادي دونكاستر روفرز ونادي ساوثيند يونايتد ونادي فيشر أثليتيك وهيبريدج سويفتس.